# Ruta Estatal de California 57
La Ruta Estatal 57 (SR 57), también conocida como la Orange Freeway, es una carretera estatal de norte a sur en el área metropolitana de Los Ángeles del estado de California. Conecta con la intercambio de la I-5 y la SR 22 cerca del centro de Orange, localmente conocida como el Orange Crush, con la ruta de intercambio Glendora Curve y con la I-210 y SR 210 en Glendora. La carretera proporciona una ruta a través de varias intersecciones de las vías muertas con la Peninsular Ranges, conectando a la cuenca de Los Ángeles con el Valle Pomona y el Valle de San Gabriel. La ruta está dentro del Sistema de Carreteras Escénicas sobre Brea Canyon, entre la SR 90 y la SR 60, y toda la ruta está dentro del Sistema de Autovías y Vías Expresas de California. En una extensión sin construir desde Santa Ana al sur de Huntington Beach permanece bajo la definición legal de la Ruta 57, y ha sido estudiada recientemente para que funcione como una carretera de peaje sobre el Río Santa Ana.

## Intersecciones principales y lista de salidas
Nota: A excepción de los letreros con prefijos de una letra, los postes de mileajes fueron medidos en 1964, basados en la alineación que existía en ese tiempo, y no necesariamente reflejan el actual mileaje. Los números se inician en las fronteras de los condados; el inicio y los postes de los mileajes en los extremos en cada condado son dado en la columna de condado.
| Condado                     | Ubicación             | Mileaje         | #                                         | Destinos                                                    | Notas                                                                                                 |
| --------------------------- | --------------------- | --------------- | ----------------------------------------- | ----------------------------------------------------------- | --- |
| Orange ORA 10.83-R22.55     | Orange                | 10.83           | 1A                                        | I 5 sur (Santa Ana Freeway) – San Diego                     | Salida sur y entrada norte                                                                            |
| Orange ORA 10.83-R22.55     | Orange                | 10.83           | 1                                         | SR 22 (Garden Grove Freeway) – Orange, Long Beach           | Salida sur y entrada norte; señalizadas como salidas 1B (este) y 1C (oeste)                           |
| Orange ORA 10.83-R22.55     | Orange                | 10.70           | 1C                                        | La Veta Avenue                                              | Salida sur y entrada norte                                                                            |
| Orange ORA 10.83-R22.55     | Orange                | 11.24           | 1D                                        | Chapman Avenue – Orange                                     | Señalizada como salida 1A norte; antigua SR 51                                                        |
| Orange ORA 10.83-R22.55     | Orange                | 11.80           | 1E                                        | Orangewood Avenue                                           | Señalizada como salida 1B norte                                                                       |
| Orange ORA 10.83-R22.55     | Anaheim               | 12.54           | 2                                         | Katella Avenue                                              | |
| Orange ORA 10.83-R22.55     | Anaheim               | 13.42           | 3                                         | Ball Road                                                   | |
| Orange ORA 10.83-R22.55     | Anaheim               | 14.78           | 4                                         | Lincoln Avenue – Anaheim                                    | Antigua US 91/SR 18                                                                                   |
| Orange ORA 10.83-R22.55     | Anaheim               | 15.60           | 5                                         | SR 91 (Riverside Freeway) – Los Ángeles, Riverside          | Señalizadas como salidas 5A (este) y 5B (oeste)                                                       |
| Orange ORA 10.83-R22.55     | Placentia             | 16.39           | 6A                                        | Orangethorpe Avenue                                         | Señalizada como salida 6 sur; salida norte desde el carril de la intercambio SR 57 HOV; antigua SR 14 |
| Orange ORA 10.83-R22.55     | Fullerton             | 17.30           | 6B                                        | Chapman Avenue – Fullerton                                  | La salida sur es parte de la salida 7                                                                 |
| Orange ORA 10.83-R22.55     | Fullerton             | 17.57           | 7                                         | Nutwood Avenue                                              | |
| Orange ORA 10.83-R22.55     | Fullerton             | 18.34           | 8                                         | Yorba Linda Boulevard                                       | |
| Orange ORA 10.83-R22.55     | Fullerton             | 19.86           | 9                                         | SR 90 (Imperial Highway) – Brea                             | |
| Orange ORA 10.83-R22.55     | Brea                  | 19.86           | 9                                         | SR 90 (Imperial Highway) – Brea                             | |
| Orange ORA 10.83-R22.55     | 20.88                 | 10              | Lambert Road                              |                                                             | |
| Orange ORA 10.83-R22.55     |                       | 21.78           | 11                                        | Tonner Canyon Road                                          | Salida norte y entrada sur                                                                            |
| Los Ángeles LA R0.00-R12.21 |                       | R0.91           | 13                                        | Brea Canyon Road                                            | Salida sur y entrada norte; antigua SR 57                                                             |
| Los Ángeles LA R0.00-R12.21 | Diamond Bar           | R1.94           | 14                                        | Diamond Bar Boulevard                                       | |
| Los Ángeles LA R0.00-R12.21 | Diamond Bar           | R3.17           | 15                                        | Pathfinder Road                                             | |
| Los Ángeles LA R0.00-R12.21 | Diamond Bar, Industry | R4.52 60 R23.56 | 16                                        | SR 60 west (Pomona Freeway) – Los Ángeles                   | South end of SR 60 overlap; no exit number southbound                                                 |
| Los Ángeles LA R0.00-R12.21 | Diamond Bar, Industry | 60 R24.45       | 24B                                       | Grand Avenue – Diamond Bar                                  | |
| Los Ángeles LA R0.00-R12.21 | Diamond Bar           | 60 R25.46 R4.52 |                                           | SR 60 este (Pomona Freeway) – Pomona, Riverside             | Extremo norte de la SR 60 overlap; la salida sur es vía la salida 18                                  |
| Los Ángeles LA R0.00-R12.21 | Diamond Bar           | 4.98            | 18                                        | Sunset Crossing Road                                        | sin salida norte                                                                                      |
| Los Ángeles LA R0.00-R12.21 | Pomona                | 6.17            | 20                                        | Temple Avenue                                               | |
| Los Ángeles LA R0.00-R12.21 | Pomona                | R7.72           | 21                                        | I 10 (San Bernardino Freeway) – Los Ángeles, San Bernardino | Señalizadas como las salidas 22A (oeste) y 22B (este) sur                                             |
| Los Ángeles LA R0.00-R12.21 | San Dimas             | R7.72           | 21                                        | I 10 (San Bernardino Freeway) – Los Ángeles, San Bernardino | Señalizadas como las salidas 22A (oeste) y 22B (este) sur                                             |
| Los Ángeles LA R0.00-R12.21 | R7.94                 | 22C             | SR 71 sur (Chino Valley Freeway) – Corona | Salida sur y entrada norte                                  | |
| Los Ángeles LA R0.00-R12.21 | R8.71                 | 22D             | Vía Verde, Raging Waters Drive            | Señalizada como salida 22 norte                             | |
| Los Ángeles LA R0.00-R12.21 | R10.27                | 24A             | Covina Boulevard                          |                                                             | |
| Los Ángeles LA R0.00-R12.21 | R10.79                | 24B             | Arrow Highway – San Dimas                 |                                                             | |
| Los Ángeles LA R0.00-R12.21 | Glendora              | R11.57          | 25A                                       | Auto Centre Drive                                           | Salida norte y entrada sur                                                                            |
| Los Ángeles LA R0.00-R12.21 | Glendora              | R12.30          | 25B                                       | I 210 este (Foothill Freeway) – San Bernardino              | Salida norte y entrada sur                                                                            |
| Los Ángeles LA R0.00-R12.21 | Glendora              | R12.21          |                                           | I 210 oeste (Foothill Freeway) – Pasadena                   | Salida norte y entrada sur                                                                            |